# Аралезы
Аралезы (арм. Արալեզներ, в ед. ч. Արալեզ) — в армянской мифологии духи, являвшиеся в виде крылатых существ, которые спускались с неба, чтобы воскресить павших в сражениях, зализывая их раны.

## Внешний вид
Внешне Аралезы больше всего были похожи на аборигенных собак Армянского нагорья — армянских волкодавов — гампров, которые, возможно, и стали прообразом Аралезов.

## Отражение в мифологии
Одно из первых описаний аралезов и их функций сделал армянский историк конца IV—V веков Фавстос Бузанд.
Также, согласно одной из легенд, записанной историком V века Мовсесом Хоренаци, аралезы пытались воскресить Ара Прекрасного, который был смертельно ранен в кровопролитном сражении с армией ассирийской царицы Шамирам (Семирамиды).

## Происхождение названия
Этимология слова «аралез», как пишет Езник, вполне определяет роль этих духов. Оно состоит из корней «иар» — «беспрестанно» и «лез-ум» — лизать.